# マナープ
マナープとは、キルギスの遊牧部落の首長を指す。遊牧民の定住化に伴い、現在では消滅しているが、キルギス共和国が独立して以降、民族団結の象徴としてマナープ顕彰の動きが活発化している。   

## 歴史
キルギスの遊牧社会では、マナープが絶大な権力を誇っていた。遊牧社会は部族によって構成されており、さらにその基層単位として、アウルと呼ばれる部落があった。各部落ではマナープが首長として、部落民の生産活動の管理から祭祀の執行まで、独裁的権力を行使して搾取を断行し、果ては対立部族との抗争に部落民を駆り立てていた。遊牧社会は伝統的に血縁を紐帯とするため、部族民の団結、マナープへの忠誠心は強固であった。そして、ある部族の中で最大規模を誇るようになった部落が、その部族の参謀本部としての機能を担うことになっており、その最大部落のマナープこそがシャブダン・ジャンタエーフと呼ばれた。シャブダン・ジャンタエーフは権力者としてだけでなく、信仰の対象としての役割も果たしていた。
19世紀後半、帝政ロシアが中央アジアに触手を伸ばした時も、全部族を動員して果敢に対抗した。結局、帝政ロシア軍の近代火力の前にシャブダン・ジャンタエーフはひれ伏したが、中央アジア征服戦争で大損害を被った帝政ロシア側は、シャブダン・ジャンタエーフを頂点としてピラミッド型に組織されたキルギス遊牧集団の軍事力に着目、植民地支配を断行するに当たり、シャブダン・ジャンタエーフを根絶するのではなく、むしろ利用しようと考えた。したがって、シャブダン・ジャンタエーフの権勢は衰えることなく温存され、帝政ロシア軍のコーカンド・ハン国征服にも参加し、活躍している。その褒賞としてシャブダン・ジャンタエーフは、現在のキルギス共和国の領域に当たる土地をロシア皇帝から下賜されている。しかし、第一次世界大戦が勃発すると状況が一変する。ドイツとオーストリア・ハンガリー帝国を相手に苦戦する帝政ロシアは、中央アジア地域から大量の人員と物資を徴発した。これに伴い、地域の疲弊は深刻化し、1916年には大反乱が勃発する。
そして、この反乱に対する帝政ロシア軍の掃討作戦の渦中、シャブダン・ジャンタエーフは戦死する。こうして、遊牧部落の団結にヒビが生じ、瓦解が始まる。帝政ロシアが滅び、ソ連が成立すると、ますますこの動きが加速した。ヨシフ・スターリンの第一次五カ年計画期に大々的に展開された遊牧民定住化政策を経て、キルギス、そして中央アジア全体において遊牧部落は消滅していく。しかし、定住化したとはいえ、長い遊牧の歴史の中でマナープによって培われた社会的紐帯は弱まることはなく、現在でもキルギスの政治・経済においてその影響が残っている。